# Denis Poštrak
Denis Poštrak (16. avgust 1987, Maribor), slovenski producent, scenarist, organizator, ustanovitelj koncertno-televizijskega projekta Moč glasbe nas združuje, PR in booking manager, pevec, DJ, zbiratelj, glasbeni poznavalec. 

## Biografija
Denis Poštrak je rojen 16. avgusta 1987 v Mariboru. Je ljubitelj glasbe, narave in živali. Živi v Zavrhu v občini Lenart v Slovenskih goricah, kjer je tudi odraščal. Vrtec je obiskoval v Selcih (prvi vrtec na deželi), osnovno šolo (1994–2002) pa v Voličini. Po končani osnovni šoli se je vpisal v Srednjo šolo za oblikovanje v Mariboru smer industrijski oblikovalec (2002–2006). Po končani srednji šoli se je leta 2006 vpisal na Fakulteto za elektrotehniko in računalništvo v Mariboru smer telekomunikacije. Še isto leto je nad študijem (zaradi matematike in fizike) obupal in začel delati z lesom, kar ga je veselilo že od malih nog (navdušila sta ga dedek in boter). Naslednje leto se je vpisal na Višjo lesarsko šolo smer inženir lesarstva (2007–2010). V času tega študija se je začel resneje ukvarjati z glasbo, zadnje leto s PR in booking managementom. Ker je končno spoznal, kaj bi rad študiral, se je po opravljeni diplomi vpisal na Fakulteto za management Koper (2010–2012), kjer se je, ker je že imel eno diplomsko nalogo, lahko vpisal v 2. letnik, za prvi letnik pa je moral narediti tri diferencialne izpite. V študijskem letu 2010/2011 je pri predmetu Podjetništvo pod mentorstvom Jasne Auer Antončič napisal poslovni načrt. Njegov poslovni načrt Ustanovitev glasbene agencije je bil izbran med deset najboljših poslovnih načrtov v Sloveniji in bil 15. junija 2011 predstavljen na prireditvi Podjetniški UPI v Kopru. Njegov poslovni načrt je bil edini s storitveno dejavnostjo, ostalih devet se je navezovalo na izdelek. Po uspešno opravljeni diplomi je leta 2012 vpisal še podiplomski študij smer marketing, kjer je opravil vse izpite s povprečno oceno 8,8. Na omenjeni fakulteti mu je več predavateljev dejalo, da je eden redkih, ki je v času študija izkušnje nadgrajeval z znanjem, saj je po navadi ravno nasprotno. V mandatu 2014-2018 je bil izvoljen v Občinski svet Občine Lenart.

## Zdravje
Denis je že kot dojenček zaradi prirojene srčne napake prestal operacijo, pri kateri so mu zvezali pljučno arterijo kot začasno rešitev do operacije na odprtem srcu. Že od malih nog nad njim bdi »zdravstvena druga mama« kardiologinja prof. dr. Marjeta Zorc, dr. med., soustanoviteljica medicinskega centra Medicor, ki je bila leta 2006 izbrana za Slovenko leta. Prav ona je priskrbela operacijo v kliniki Cecil v švicarskem mestu Lozana (Lausanne), kjer ga je 11. avgusta 1993 skoraj sedem ur operiral svetovno priznani srčni kirurg prof. dr. Ninoslav Radovanović. Zakrpali so mu luknjičave srčne stene, vgradili spodbujevalnik in naredili še eno srčno zaklopko, saj je imel le eno. Prav zaradi te operacije je že kot 5-letni deček postal medijsko izpostavljen, ker so denar za operacijo 20. januarja 1993 začeli zbirali preko Krambergerjevega sklada Slovenskih novic. Denis je bil drugi in do danes najodmevnejši primer v Sloveniji, financiran preko tega sklada. Krambergerjev sklad je bil ustanovljen en mesec po smrti predsedniškega kandidata Ivana Krambergerja. Vsa ta leta je bilo njegovo zdravstveno stanje stabilno. 1. decembra 2013 je zbolel in takrat so v krvi zaznali baterijo, ki je z antibiotiki ni bilo moč odstraniti iz umetnih delov. 24. januarja 2014 je bil ponovno operiran na odprtem srcu v medicinskem centru Medicor v Izoli, kjer ga je pet ur operiral nekdanji Radovanovićev učenec, prim. dr. Miladin Đorđević. Od takrat je po skoraj 4-mesečni bolnišnični oskrbi njegovo zdravstveno stanje ponovno stabilno. Zgodba o njegovem zdravju in življenju je bila samo na naslovni strani Slovenskih novic približno 25-krat in še danes jo ob kakšnih obletnicah obudijo. Nekdanji dolgoletni odgovorni urednik Marjan Bauer je nekoč dejal, da je Denis »otrok Slovenskih novic« in ta vzdevek se ga v tej medijski hiši drži še danes. O zgodbi pa so predvsem leta 1993 poročali tudi drugi slovenski in tuji mediji (Tednik, Passauer Woche iz Nemčije …).

## Glasbena kariera
Denis je že kot otrok  kazal zanimanje za glasbo. Pri 15-ih letih (2002) je začel vrteti glasbo (najprej z botrovim ozvočenjem) po raznih lokalih in na privatnih zabavah, zabaval staro in mlado populacijo ter ozvočeval manjše prireditve. Čeprav so mu številni ukvarjanje z glasbo zaradi okvare sluha in ene ohromele glasilke odsvetovali, kar predvidevajo kot posledico operacije srce, je bila njegova ljubezen do glasbe močnejša. 
Kot DJ je spoznal številne glasbenike in nekega dne sta z Romanom Posavcem iz skupine Rogoški slavčki prišla na idejo, da posname svojo pesem. Tako je 27. avgusta 2007 nastala pesem Anči (glasba in besedilo: Roman Posavec), tej je sledila tudi remix verzija, naredila sta jo Galileo-DJ (Dario Šilak) in Timi Dee (Timotej Krhlanko). Svoj prvi pevski nastop je imel v Lenartu na koncertu Jasmina Stavrosa. Leta 2008 je posnel drugo pesem z naslovom Rada bi se spet ljubila (glasba: Jože Vučko, besedilo: Roman Posavec), vendar jo je kmalu umaknil iz medijev ter jo dal kolegu Boštjanu Dirnbeku. V začetku leta 2009 je v sodelovanju z Nenom DJ iz hrvaške skupine Karma, Brendijem in Petrom Janušem, ki mu je bil vokalni mentor, posnel priredbo pesmi Povej mi, Marina, ki je postala velika uspešnica in mu je odprla številna vrata. Na takrat zelo priljubljeni radijski postaji Net FM je bila ta pesem druga največkrat predvajana pesem leta 2009 (prva je bila Lady Gaga – Poker Face), sledil je nastop na RTV Net praznuje. Tudi v klubih je bila pesem stalnica še veliko mesecev, ponekod celo let. Po zaslugi skupine Karma je pesem bila priljubljena tudi na Češkem in na Slovaškem. Istega leta se je z omenjeno pesmijo predstavil na festivalu Pesem poletja in si prislužil finale ter posnel video spot, zanj je sam napisal scenarij. Pesem pa se je pojavila tudi na dveh kompilacijah DJ Svizca (DJ Svizec turbo mix Vol. 10 in Vol. 11). Za leto 2010 je Denis z isto ekipo pripravil novo priredbo z naslovom Ni več sreče v vasi tej, s katero se je predstavil na festivalu Zlati glas Konga (polfinale). Posnel (2010) pa je tudi pesem v dalmatinskem narečju z naslovom Svitli u meni, ki mu jo je napisal Ivan Šegedin, direktor festivala Marko Polo fest na Korčuli, na katerem se je z omenjeno skladbo tudi predstavil. Čeprav je večkrat izjavil, da se nikoli ni imel za pevca, trdi, da so mu te izkušnje na nadaljnji poslovni poti zelo pomagale ter mu odprla številna vrata in poznanstva.
Po uspehu pesmi Povej mi, Marina (2009) so glasbeniki začeli opažati Denisovo poslovno sposobnost, saj je bil sam sebi PR in booking manager. Najprej je začel sodelovati z glasbenimi prijatelji Boštjanom Dirnbekom, Sanjo Sovec in Anito Kraj, slednji je do leta 2015 generalno vodil pevsko kariero. Že istega leta je kot PR in booking manager začel sodelovati s tujimi glasbenimi imeni, kot so Vladimir Kočiš Zec (Novi fosili), Daniel Popović, Alen Nižetić, Emilija Kokić (ex Riva), Latino, Alen Vitasović in drugi. Leta 2010 je končal svojo pevsko kariero in delal samo še za druge glasbenike kot PR in booking manager ter mentor. Do danes je v teh panogah sodeloval z imeni, kot so: Vlado Kalember & Srebrna krila, Novi fosili, Mišo Kovač, Miran Rudan, Luka Basi, Neda Ukraden, Ivana Kovač, Lidija Bačić, Čudežna polja, Magazin, Domenica, Goran Karan, Severina, Rajko Dujmić, Jasmin Stavros, Tereza Kesovija, Krunoslav Kićo Slabinac, Džo Maračić Maki, Daniel Popović, Latino, Alen Vitasović, Natalija Verboten, Zdravko Škender, Duško Lokin, Aleksander Jež, Stojan Auer, Ana Rucner, Dejan Vunjak, Boris Novković, Vili Resnik, Isaac Palma, Emilija Kokić, Klapa Maslina, Oliver J. Berekin, Marina Tomašević, Mladi Pomurci, Miha Balažič, Platin, Viktorija Petek, Alen Nižetić, Milo Hrnić, Ivana Banfić, Zlatko Pejaković, Miroslav Škoro, Zlatko Dobrič, Boštjan Konečnik, Amanda, Tobee, Vroni, Božidar Wolfand Wolf, Klapa Puntamika, Darko Domijan, Obvezna smer, Vladimir Kočiš Zec, Manca Špik, Baruni, Vinko Coce, Mladen Grdović, Saša Lendero, Marjan Zgonc, Antonija Šola, Zaka' pa ne, Pepel in kri, Željko Bebek, Klapa Cambi, Matko Jelavić, Klapa Godimenti, Malibu, Elio Pisak, Werner, Darja Gajšek, Peter Januš, Crveni koralji, Stela Tavželj, Anita Kralj, Boštjan Dirnbek, Rogoški slavčki …

Od leta 2007 je v medijih zaslediti objave o njegovem udejstvovanju v glasbeni industriji ter članke o glasbeni industriji in glasbenikih, ki jih je sam pisal. Za številne glasbenike je spisal tudi biografije, te številni mediji koristijo pri objavah. Do leta 2013 je kot član uredništva napisal nekaj člankov (ki niso povezani z glasbo) za Slovenske novice. Leta 2013 je začel opravljati delo glasbenega urednika na radiu Pohorje. Prav tako je z estradniki (Dražen Zečić, Jasmin Stavros, Sandi Cenov, Alen Nižetić …) snemal intervjuje za radio Net FM (2008-2009). Posnel in zmontiral je tudi nekaj video spotov, še večkrat pa je poskrbel za scenarij in režijo teh. V glasbenih krogih je znan tudi kot odličen poznavalec slovenske in hrvaške, predvsem starejše, glasbene scene. Gostuje tudi na raznih hrvaških radijskih postajah, kjer ruši tabuje in promovira slovensko glasbo in glasbenike. Na estradi predvsem prijateljuje z Vladom Kalemberjem in Aleksandrom Ježem, od njiju se je, kot pravi, največ naučil.

## Diskografija

### Singli
- Anči (2007)
- Rada bi se spet ljubila (2008)
- Anči (Galileo-DJ & Timi Dee Rmx) (2008)
- Povej mi, Marina (Karma vs. Neno DJ Rmx) (Maxi Single) (2009)
- Svitli u meni (2010)
- Ni več sreče v vasi tej (Karma vs. Neno DJ's Back To France Rmx) (2010) [7]

## Nastopi na glasbenih festivalih
Pesem poletja (Grosuplje):
- 2009 - Povej mi, Marina (finale)

Zlati glas Konga (Grosuplje):
- 2010 - Ni več sreče v vasi tej

Marko polo fest (Korčula, HR):
- 2010 - Svitli u meni

## Moč glasbe nas združuje (MGNZ)
Leta 2010 je začel sodelovati v organizaciji koncerta Anite Kralj v športni dvorani Benedikt s sloganom Moč glasbe nas združuje, kamor je vabil velika imena domače in tuje glasbene scene ter se prvič preizkusil kot producent. Marca 2012 je samostojno organiziral prvo koncertno snemanje televizijske oddaje pod imenom Moč glasbe nas združuje, v sklopu katerega še danes ustvarja program za številne televizijske postaje. Do imena Moč glasbe nas združuje je prišel slučajno. V študijskem letu 2010/2011 je pri predmetu Podjetništvo moral napisati poslovni načrt, katerega naslov je bil Ustanovitev glasbene agencije. Agenciji je dal  ime D_Power (njegovi začetnici), kot slogan pa si je, navezujoč na besedo power, izmislil Moč glasbe nas združuje. Poleg organizatorja, v omenjenem projektu, deluje tudi kot producent, scenarist in scenograf. Decembra 2013 je koncertno snemanje vodil iz intenzivne nege, marčevsko 2014 pa je po drugi operaciji na odprtem srcu organiziral v bolnišnici v Izoli. Leta 2015 je Moč glasbe nas združuje začel organizirati v Lenartu, skozi leta pa postala priljubljena prireditev za glasbenike ter gledalce v dvorani (ki pridejo iz različnih držav), pred televizijskimi zasloni in na You Tube, kjer beležijo milijonske oglede. 
Njegova posebnost je obujati glasbenike, ki več ne delujejo, ali jih redko vidimo. Po mnogih letih je na oder postavil skupino Magnet, Rendez-Vous (z Rudanom in Wolfom), Amigos, Aleksandra Ježa, iz Amerike pripeljal Moni Kovačič … Tujim glasbenikom večkrat zada nalogo, da izvedejo kakšno slovensko pesem. Poznavalci pravijo, da je Denis s projektom Moč glasbe nas združuje postal drugi Stojan Auer, ki je z oddajo Poglej in zadeni postavil skoraj nedosegljive meje. Decembra 2020 je zaradi koronavirusa prvič pripravil studijski oddaji, 3-urno božično in 5-urno silvestrsko oddajo.
Do danes so na Moč glasbe nas združuje sodelovala imena, kot so Alfi Nipič, Tereza Kesovija, Srebrna krila, Vlado Kalember, Aleksander Jež, Andrej Šifrer, Beneški fantje, Neda Ukraden, Željko Bebek, Crveni koralji, zmagovalka Evrovizije Emilija Kokić, Jasmin Stavros, Miran Rudan, Božidar Wolfand Wolf, Rendez-Vous, Vili Resnik, Hazard, Štirje kovači, Zlatko Pejaković, Mladen Grdović, Boris Novković, Marta Zore, Moni Kovačič, Pepel in kri, Ivica Pepelko, Lepi dečki, Obvezna smer, Goran Karan, Peter Januš, Čudežna polja, Džo Maračić Maki, Klapa Maslina, Marjan Zgonc, Vesele Štajerke, Ansambel bratov Poljanšek, Dejan Vunjak, Latino, Fajnroll, Matko Jelavić, Komet, Rogoški slavčki, Zdravko Škender, Ivana Kovač, Daniel Popović, svetovno priznana čelistka Ana Rucner, Boštjan Konečnik, Darja Gajšek, Klapa Skala, Miha Balažič, Magnet, Werner, Alen Nižetić, Tomaž Domicelj, Majda in Marijan Petan, Vladimir Kočiš Zec, Rajko Dujmić, Manca Špik, Isaac Palma, Tanja Ribič, Branka Kraner, Darko Domijan, Klapa Cambi, Klapa Šufit, Prerod, Siniša Vuco, Veter, Boris Kopitar, Marijan Smode, Aleksander Mežek, Đani Maršan, Šime Ivčić, Tobee in Vroni (Nemčija), Marina Tomašević, Zlatko Dobrič, Metulj, Oliver J. Berekin, Uroš & Tjaša, Irena Tratnik, Mladi Dolenjci, Mladi Pomurci, Toni Šafarić, Vinko Šimek, Gadi, Jože Kobler, Krunoslav Kićo Slabinac, Gamsi, Mladi Gamsi, Duško Lokin, Lidija Percan, Nace Junkar, Natalija Verboten, Ansambel Roka Žlindre, Ansambel Donačka, Rok Kosmač, Ansambel Rosa, Anita Kralj, Klapa Puntamika, Strmina, Rdeči dečki, Skater, Il divji, Ansambel Lipovšek, Damjan Zih, Klapa Kampanel, Mariachi La Paloma, Ansambel Svetlin, Klapa Leut, Malibu, Kri, Nova legija, Nuša Rojs, Amigos, Cmok, Đani Stipaničev, Miro Ungar, Ansambel Sredenšek, Lara Kramberger, Stela Tavželj, Ansambel Nemir … 
Voditelji: Jasna Kuljaj, Teta Tončka (Jakob Polajžer), Gasilec Sašo (Sašo Dobnik), Miro V. Kodrič, Jaka Šraufciger (Vinko Šimek), Korenof Lujzek (Darko Kegl), Spidi (Slavc L. Kovačič), Anton aus Tirol (Emil Šmid), Hansi (Kristijan Slodnjak) …

## Zbirateljstvo
Denis je 16. januarja 2016 začel z zbiranjem nosilcev zvoka ter reči, povezanih z glasbo (gramofoni, radii, magnetofoni, glasbeni inštrumenti, glasbene revije, plakati …). Kontaktirala ga je gospa iz Limbuša, češ da ima veliko gramofonskih plošč in kaset, če bi ga slučajno zanimale. Ko jo je obiskal in videl to zbirko, se je zaljubil v te stvari, zanimivo pa mu je bilo tudi zato, ker so to izdelki številnih glasbenikov, ki jih osebno pozna in z njimi sodeluje. Prav tako so bili nosilci zvoka kot novi, saj je gospa nekoč delala v prodajalni kaset in plošč v Mariboru. Pri nastajanju zbirke so mu veliko pomagali tudi mediji z brezplačnimi objavami. Želja mu je nekoč odpreti glasbeni muzej, kjer bi ljudje lahko občudovali to glasbeno zgodovino ter obujali čase na svojo mladost. V petih letih je zbral več kot 9.000 kosov nosilcev zvoka.